# Ibrahim Maza
Ibrahim Maza, né le 24 novembre 2005 à Berlin en Allemagne, est un footballeur international algérien qui évolue au poste de milieu offensif au Bayer Leverkusen.

## Biographie
Ibrahim Maza fut d'abord formé au Reinickendorfer Füchse, avant de rejoindre l'académie des jeunes du Hertha BSC en 2018. Il a commencé sa carrière senior avec les réserves du Hertha en 2022.
Le 27 avril 2023, il signe son premier contrat professionnel avec le Hertha BSC jusqu'en 2026. Il  fait ses débuts professionnels avec l’équipe première en tant que remplaçant lors d'une défaite 2-0 en Bundesliga contre le Bayern Munich le 30 avril 2023.
Le Hertha étant déjà relégué la semaine précédente, Maza entre en jeu et marqué son premier but professionnel, permettant d’égaliser contre le VfL Wolfsburg le 27 mai 2023.
En novembre 2024, son estimation sur Transfermarkt est de 8 millions d'euros, cependant, certains clubs auraient offert plus de 20 millions d'euros pour acquérir son contrat avec le club de Berlin, qui court jusqu'en 2027.

## Vie personnelle
Ibrahim Maza est né en Allemagne, d'un père algérien, il est le neveu de Mustapha Mokrane Maza, ancien joueur du MC Alger et actuellement consultant pour plusieurs chaînes de télévision algériennes. Sa famille sont des Algérois vivants à El-Harrach, ils sont originaires de Kabylie, plus précisément du village Tabouanant sur les hauteurs d'Ighil Ali, dans la wilaya de Béjaïa. Sa mère quant à elle est Vietnamienne.

## En sélection nationale
Ibrahim Maza possède les nationalités allemande et algérienne. Il a évolué d'ailleurs dans les équipes nationales jeunes d'Allemagne. Il opte ensuite pour l'équipe d'Algérie,,,.
Le 3 octobre 2024, il est retenu pour la première fois par le sélectionneur Vladimir Petkovic pour la double confrontation contre le Togo comptant pour les éliminatoires de la CAN 2025.

## Statistiques

### En club
| Saison                | Club                  | Championnat           | Championnat | Championnat | Championnat | Coupe(s) nationale(s) | Coupe(s) nationale(s) | Coupe(s) nationale(s) | Compétition(s) continentale(s) | Compétition(s) continentale(s) | Compétition(s) continentale(s) | Compétition(s) continentale(s) | Total | Total | Total |
| Saison                | Club                  | Division              | M.          | B.          | P.d.        | M.                    | B.                    | P.d.                  | Comp.                          | M.                             | B.                             | P.d.                           | M.    | B.    | P.d.  |
| 2022-2023             | Hertha BSC rés.       | Regionalliga          | 2           | 1           | 0           | -                     | -                     | -                     | -                              | -                              | -                              | -                              | 2     | 1     | 0     |
| 2023-2024             | Hertha BSC rés.       | Regionalliga          | 7           | 1           | 0           | -                     | -                     | -                     | -                              | -                              | -                              | -                              | 7     | 1     | 0     |
| Sous-total            | Sous-total            | Sous-total            | 9           | 2           | 0           | -                     | -                     | -                     | -                              | -                              | -                              | -                              | 9     | 2     | 0     |
| 2022-2023             | Hertha BSC            | Bundesliga            | 2           | 1           | 0           | -                     | -                     | -                     | -                              | -                              | -                              | -                              | 2     | 1     | 0     |
| 2023-2024             | Hertha BSC            | 2. Bundesliga         | 13          | 1           | 2           | -                     | -                     | -                     | -                              | -                              | -                              | -                              | 13    | 1     | 2     |
| 2024-2025             | Hertha BSC            | 2. Bundesliga         | 33          | 5           | 3           | 3                     | 2                     | 0                     | -                              | -                              | -                              | -                              | 36    | 7     | 3     |
| Sous-total            | Sous-total            | Sous-total            | 48          | 7           | 5           | 3                     | 2                     | 0                     | -                              | -                              | -                              | -                              | 51    | 9     | 5     |
| 2025-2026             | Bayer Leverkusen      | Bundesliga            | -           | -           | -           | 1                     | 0                     | 0                     | -                              | -                              | -                              | -                              | 1     | 0     | 0     |
| Total sur la carrière | Total sur la carrière | Total sur la carrière | 57          | 9           | 5           | 4                     | 2                     | 0                     | -                              | -                              | -                              | -                              | 61    | 11    | 5     |

### En sélection nationale
| Saison                | Sélection             | Phases finales        | Phases finales | Phases finales | Phases finales | Éliminatoires CDM | Éliminatoires CDM | Éliminatoires CDM | Éliminatoires CAN | Éliminatoires CAN | Éliminatoires CAN | Matchs amicaux | Matchs amicaux | Matchs amicaux | Total | Total | Total |
| Saison                | Sélection             | Compétition           | M              | B              | Pd             | M                 | B                 | Pd                | M                 | B                 | Pd                | M              | B              | Pd             | M     | B     | Pd    |
| --------------------- | --------------------- | --------------------- | -------------- | -------------- | -------------- | ----------------- | ----------------- | ----------------- | ----------------- | ----------------- | ----------------- | -------------- | -------------- | -------------- | ----- | ----- | ----- |
| 2024-2025             | Algérie               | -                     | -              | -              | -              | 1                 | 0                 | 0                 | 1                 | 0                 | 0                 | 2              | 0              | 0              | 4     | 0     | 0     |
| Total sur la carrière | Total sur la carrière | Total sur la carrière | -              | -              | -              | 1                 | 0                 | 0                 | 1                 | 0                 | 0                 | 2              | 0              | 0              | 4     | 0     | 0     |

### Matchs internationaux
Le tableau suivant liste les rencontres de l'équipe d'Algérie dans lesquelles Ibrahim Maza a été sélectionné depuis le 10 octobre 2024 jusqu'à présent :

## Palmarès
- Néant